# Pellegrinaggio apostolico di Francesco in Terra Santa 2014
Il pellegrinaggio apostolico di Francesco in Terra Santa 2014 si è svolto dal 24 al 26 maggio 2014. Papa Francesco si è recato in pellegrinaggio in Terrasanta dove ha visitato Amman in Giordania, Betlemme in Palestina e Gerusalemme in Israele.
Il secondo giorno del viaggio, un bambino palestinese ha letto un piccolo discorso in lingua italiana, in cui si è rivolto al papa chiamandolo “caro Papa Francesco”, e ha poi cantato una canzone in italiano insieme con altri bambini.

## Annuncio
L'annuncio è stato dato nel corso dell'Angelus del 5 gennaio 2014. Scopo del pellegrinaggio era commemorare il 50º anniversario dell'incontro tra Paolo VI e il patriarca ecumenico Atenagora.

## Galleria d'immagini

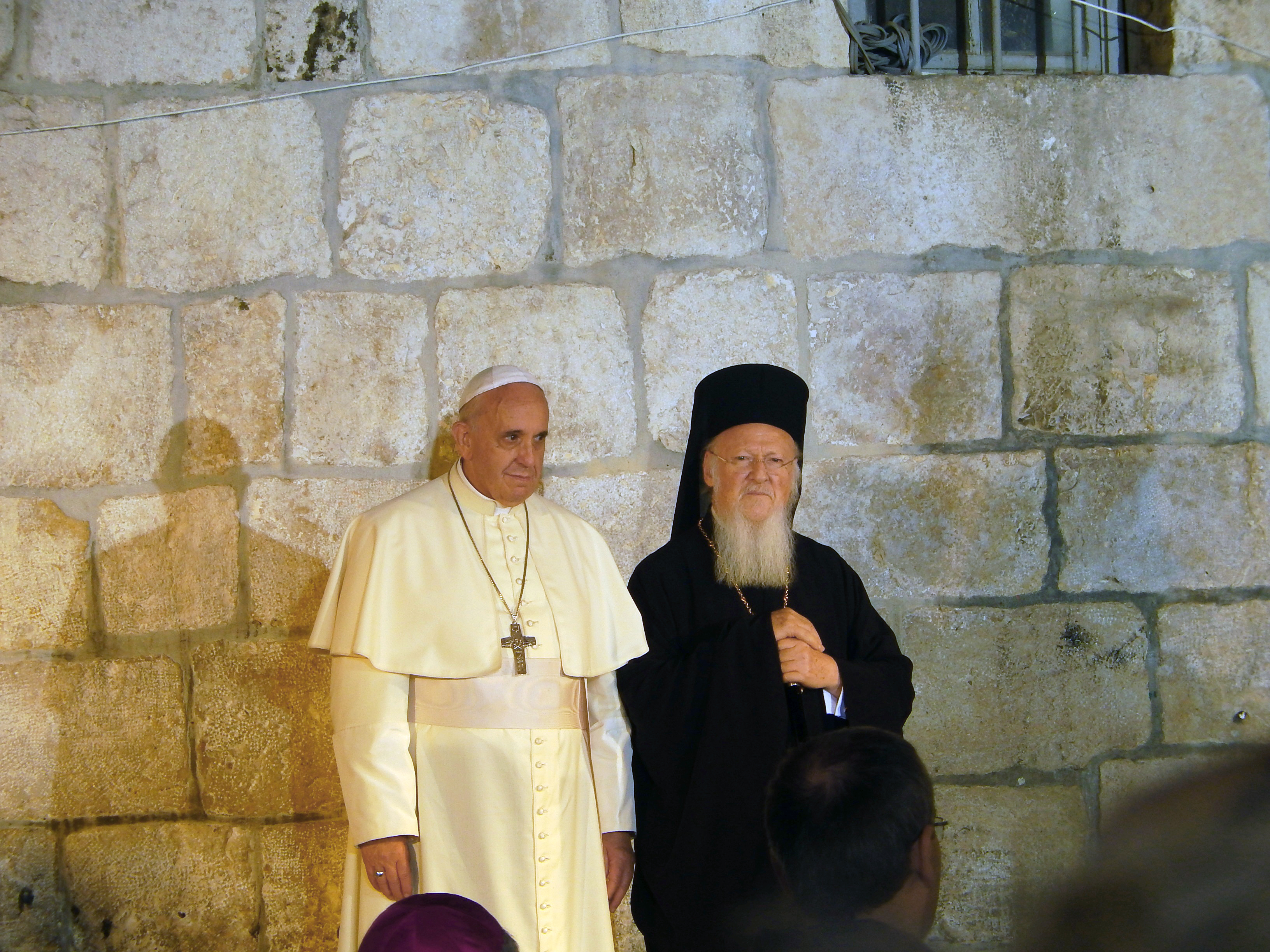
Papa Francesco e il patriarca Bartolomeo I alla basilica del Santo Sepolcro
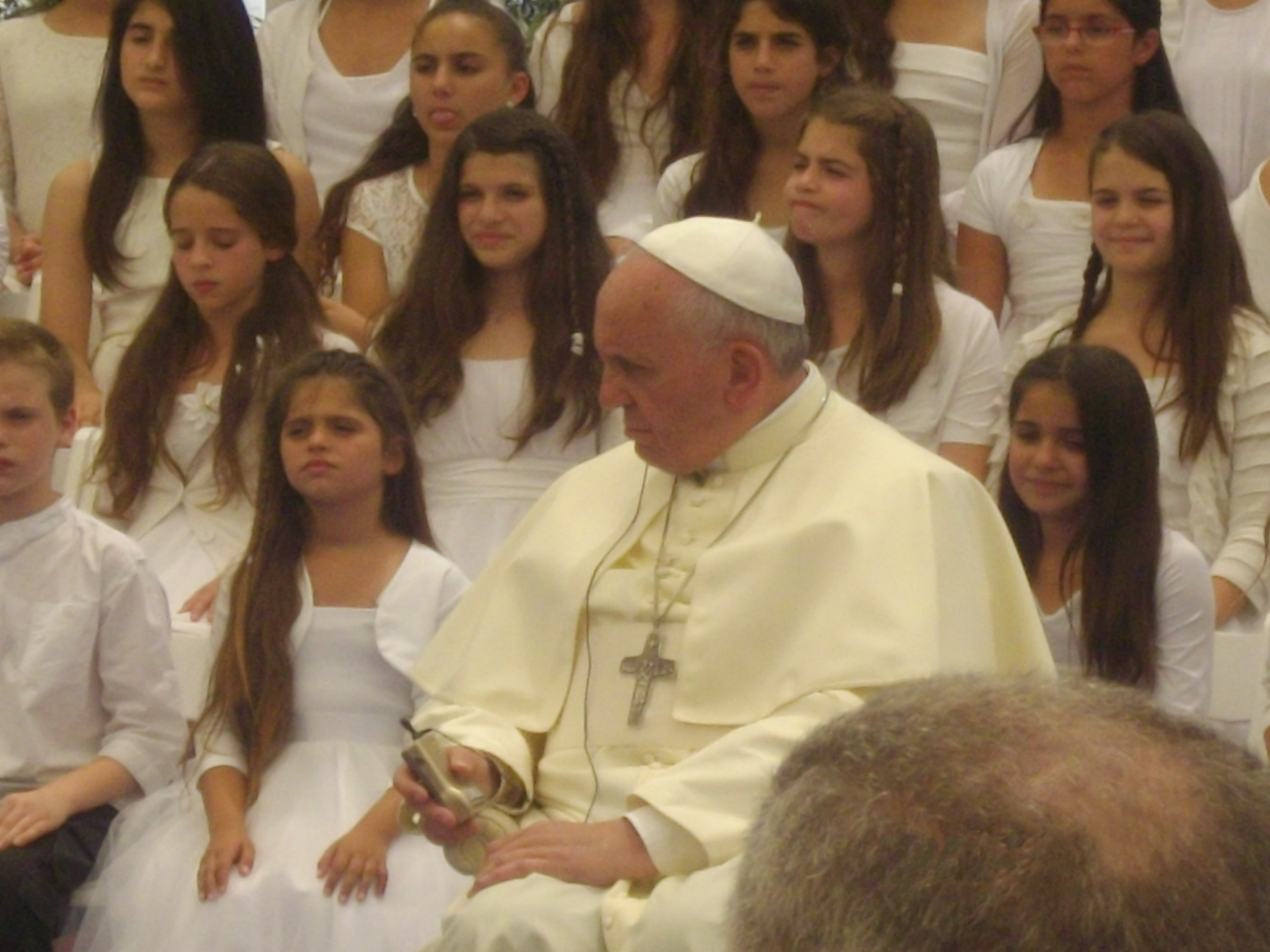